# Rhoda Weeks–Brown
Rhoda Weeks–Brown là một nhà kinh tế và luật sư người Liberia, hiện đang phục vụ với tư cách là Tổng Cố vấn và Giám đốc Bộ phận Pháp lý, Quỹ Tiền tệ Quốc tế (IMF). Bà được bổ nhiệm vào vị trí đó bởi Giám đốc điều hành IMF, Christine Lagarde, vào ngày 30 tháng 7 năm 2018. Weeks–Brown, người đã từng là Phó Tổng Cố vấn tại IMF, người được dự kiến vào vị trí mới của bà vào thứ Hai ngày 17 tháng 9 năm 2018.

## Tiểu sử và giáo dục
Có gốc Liberia ở Tây Phi, bà là con gái của Rocheforte Lafayette Weeks, một luật sư/chính trị gia từng là hiệu trưởng Đại học Liberia và Fannie Elizabeth Thompson-Goll, thuộc Quận Maryland, Liberia.
Bà học tại Đại học Howard, ở Washington, DC, tốt nghiệp với bằng Cử nhân Kinh tế. Năm 1991, cùng với Tổng thống thứ 44 của Hoa Kỳ, Barack Obama, bà đã được trao bằng Tiến sĩ Luật, bởi Trường Luật Đại học Harvard.

## Sự nghiệp
Sau các nghiên cứu về luật của mình, Weeks-Brown đã làm việc nhiều năm tại công ty luật Skadden, Arps, Slate, Meagher & Flom, chuyên về các định chế tài chính.
Bà tham gia bộ phận pháp lý tại Quỹ tiền tệ quốc tế năm 1997. Trong những năm qua, bà đã thăng tiến qua các cấp bậc để trở thành Phó Cố vấn Pháp lý trong năm 2010. Sau đó, bà gia nhập Ban Truyền thông của Quỹ vào năm 2012 với cương vị Phó Giám đốc.
Cô dự kiến sẽ thay thế Sean Hagan, người đã lãnh đạo nhóm pháp lý tại IMF từ năm 1990. Khi ông nghỉ hưu vào cuối tháng 10 năm 2017.